# Pagurapseudes bouryi
Pagurapseudes bouryi är en kräftdjursart som först beskrevs av Eugène Louis Bouvier 1918.  Pagurapseudes bouryi ingår i släktet Pagurapseudes och familjen Pagurapseudidae. Inga underarter finns listade i Catalogue of Life.